# مایلسون
مایلسون تنوریو دوس سانتوس (پرتغالی: Mailson Tenório dos Santos؛ زادهٔ ۲۰ اوت ۱۹۹۶) بازیکن فوتبال اهل برزیل است.
از باشگاه‌هایی که در آن بازی کرده است می‌توان به باشگاه ورزشی اسپورت رسیفی اشاره کرد.